# Anapisa kerri
Anapisa kerri là một loài bướm đêm thuộc phân họ Arctiinae, họ Erebidae.